# Discographie de Big Bang
Pour un article plus général, voir Big Bang (groupe).
Cet article présente la discographie de Big Bang
Big Bang est un boys band de hip-hop sud-coréen, est composée de six albums studios, vingt-neuf singles, huit albums live et de sept compilations.

## Albums

### Albums studios
| Titre          | Détails | Meilleure position | Meilleure position | Ventes          | Certifications   |
| Titre          | Détails | COR                | JPN                | Ventes          | Certifications   |
| Sud-coréens    | Sud-coréens | Sud-coréens        | Sud-coréens        | Sud-coréens     | Sud-coréens      |
| -------------- | --- | ------------------ | ------------------ | --------------- | ---------------- |
| Big Bang Vol.1 | - Date de sortie : 21 décembre 2006 - Labels : YG Entertainment - Formats : CD, téléchargement digital                                    | —                  | —                  | - COR : 144 460 | Non-communiquées |
| Remember       | - Date de sortie : 5 novembre 2008 - Labels : YG Entertainment - Formats : CD, téléchargement digital                                     | 1                  | —                  | - COR : 266 705 | Non-communiquées |
| Made           | - Date de sortie : 1er septembre 2015, - Labels : YG Entertainment                                                                        | Pas de sortie      | Pas de sortie      | Pas de sortie   | Non-communiquées |
| Japonais       | |                    |                    |                 |                  |
| Number 1       | - Date de sortie : 22 octobre 2008 - Labels : YG Entertainment Japan - Formats : CD, téléchargement digital                               | —                  | 13                 | - JAP : 18 000  | Non-communiquées |
| Big Bang       | - Date de sortie : 19 août 2009 - Labels : Universal Music Japan - Formats : CD, téléchargement digital                                   | —                  | 3                  | - JAP : 70 000  | - RIAJ : Or,     |
| Big Bang 2     | - Date de sortie : 11 mai 2011 - Labels : Universal Music Japan - Formats : CD, téléchargement digital                                    | —                  | 1                  | - JAP : 100 000 | - RIAJ : Or      |
| Alive          | - Date de sortie : 28 mars 2012 - Réédition Alive (Monster Edition) : 20 juin 2012 - Labels : YGEX - Formats : CD, téléchargement digital | —                  | 3                  | - JAP : 217 000 | - RIAJ : Or      |

### EP
| Titre                                     | Information | Meilleure positio, | Meilleure positio, | Certifications et ventes                                     |        |
| Titre                                     | Information | COR                | JPN                | Certifications et ventes                                     |        |
| Coréen                                    | Coréen | Coréen             | Coréen             | Coréen                                                       | Coréen |
| ----------------------------------------- | --- | ------------------ | ------------------ | ------------------------------------------------------------ | ------ |
| Always                                    | - Sortie: 16 août 2007 - Label: YG Entertainment - Formats: CD, téléchargement digital                                                         | 1                  | —                  | - Corée du Sud : 113 546                                     |        |
| Hot Issue                                 | - Sortie: 22 novembre 2007 - Label: YG Entertainment - Formats: CD, téléchargement digital                                                     | 1                  | —                  | - Corée du Sud : 115 550                                     |        |
| Stand Up                                  | - Sortie: 8 août 2008 - Label: YG Entertainment - Formats: CD, téléchargement digital                                                          | 1                  | —                  | - Corée du Sud : 191 741                                     |        |
| Tonight                                   | - Sortie: 24 février 2011 - Ressortie (Big Bang Special Edition): 8 avril 2011 - Label: YG Entertainment - Formats: CD, téléchargement digital | 1                  | 10                 | - Corée du Sud : 238 570 - Japon : 37 000 - Taïwan : 10 000  |        |
| Alive                                     | - Sortie: 29 février 2012 - Ressortie (Still Alive): 3 juin 2012 - Label: YG Entertainment - Formats: CD, téléchargement digital               | 1                  | 6                  | - Corée du Sud : 435,854, - Japon : 36 000 - Taïwan : 55 000 |        |
| M                                         | - Sortie: 1er mai 2015 - Label: YG Entertainment - Formats: CD, téléchargement digital                                                         |                    |                    |                                                              |        |
| A                                         | - Sortie: 1er juin 2015 - Label: YG Entertainment - Formats: CD, téléchargement digital                                                        |                    |                    |                                                              |        |
| D                                         | - Sortie: 1er juin 2015 - Label: YG Entertainment - Formats: CD, téléchargement digital                                                        |                    |                    |                                                              |        |
| E                                         | - Sortie: 1er août 2015 - Label: YG Entertainment - Formats: CD, téléchargement digital                                                        |                    |                    |                                                              |        |
| Japonais                                  | |                    |                    |                                                              |        |
| For the World                             | - Sortie: 4 janvier 2008 - Label: YG Entertainment Japan - Formats: CD, téléchargement digital                                                 | —                  | 53                 | - Japon : 15 000                                             |        |
| With U                                    | - Sortie: 28 mai 2008 - Label: YG Entertainment Japan - Formats: CD, téléchargement digital                                                    | —                  | 45                 | - Japon : 6000                                               |        |
| Special Final in Dome Memorial Collection | - Sortie: 5 décembre 2012 - Label: YGEX - Formats: CD, téléchargement digital                                                                  | —                  | 6                  | - Japon : 69 795                                             |        |

### Albums live
| Titre                                      | Information                                                                               | Meilleure position | Meilleure position | Ventes     |
| Titre                                      | Information                                                                               | COR                | JPN                | Ventes     |
| ------------------------------------------ | ----------------------------------------------------------------------------------------- | ------------------ | ------------------ | ---------- |
| First Live Concert: The Real               | - Sortie: 8 février 2007 - Label: YG Entertainment - Formats: CD, téléchargement digital  | —                  | —                  | - : 26 787 |
| Second Live Concert: The Great             | - Sortie: 29 février 2008 - Label: YG Entertainment - Format: CD, téléchargement digital  | —                  | —                  | - : 33 957 |
| 2009 Big Show                              | - Sortie: 22 avril 2009 - Label: YG Entertainment - Format: CD, téléchargement digital    | —                  | 5                  | - : 60 534 |
| 2010 Big Show                              | - Sortie: 19 août 2010 - Label: YG Entertainment - Formats: CD, téléchargement digital    | 1                  | 2                  | - : 33 920 |
| 2011 Big Show                              | - Sortie: 17 juin 2011 - Label: YG Entertainment - Formats: CD, téléchargement digital    | 1                  | 2                  | - : 35 560 |
| Alive Tour 2012: Live in Seoul             | - Sortie: 10 janvier 2013 - Label: YG Entertainment - Formats: CD, téléchargement digital | —                  | —                  | - : 18 871 |
| Alive GALAXY Tour 2013: The Final in Seoul | - Sortie: 30 mai 2013 - Label: YG Entertainment - Formats: CD, téléchargement digital     | 1                  | —                  | - : 17 474 |

### Compilations
| Titre                                           | Information                                                                                  | Meilleure position | Meilleure position | Certifications et ventes     |          |
| Titre                                           | Information                                                                                  | COR                | JPN                | Certifications et ventes     |          |
| Japonais                                        | Japonais                                                                                     | Japonais           | Japonais           | Japonais                     | Japonais |
| ----------------------------------------------- | -------------------------------------------------------------------------------------------- | ------------------ | ------------------ | ---------------------------- | -------- |
| Asia Best 2006-2009                             | - Sortie: 19 août 2008 - Label: YG Entertainment Japan - Formats: CD, téléchargement digital | —                  | —                  |                              |          |
| The Ultimate -International Best-               | - Sortie: 25 mai 2011 - Label: YG Entertainment Japan - Formats: CD, téléchargement digital  | —                  | 7                  | - Japon : 14 933             |          |
| The Best of BIGBANG                             | - Sortie: 14 décembre 2011 - Label: YGEX - Format: CD, téléchargement digital                | —                  | 2                  | - Japon : 63 817             |          |
| BIGBANG Best Selection                          | - Sortie: 6 juin 2012 - Label: YGEX - Formats: CD, téléchargement digital                    | —                  | 47                 | - Japon : 2425               |          |
| BIGBANG NON STOP MEGA MIX mixed by DJ WILDPARTY | - Sortie: 18 décembre 2013 - Label: Universal Music Japan - Format: CD                       | —                  | 85                 | - Japon : 1501               |          |
| The Best of Big Bang 2006-2014                  | - Sortie: 26 novembre 2014 - Format: CD                                                      | —                  | 1                  | - Japon : 146 582 · RIAJ: Or |          |

## Singles
| Année    | Titre                                                  | Meilleure position | Meilleure position | Meilleure position | Ventes et certifications                         | Album                    |        |        |        |        |        |        |        |
| Année    | Titre                                                  | COR                | JPN                | US World           | Ventes et certifications                         | Album                    |        |        |        |        |        |        |        |
| Coréen   | Coréen                                                 | Coréen             | Coréen             | Coréen             | Coréen                                           | Coréen                   | Coréen | Coréen | Coréen | Coréen | Coréen | Coréen | Coréen |
| -------- | ------------------------------------------------------ | ------------------ | ------------------ | ------------------ | ------------------------------------------------ | ------------------------ | ------ | ------ | ------ | ------ | ------ | ------ | ------ |
| 2006     | "Dirty Cash"                                           | —                  | —                  | —                  |                                                  | Bigbang Vol.1            |        |        |        |        |        |        |        |
| 2006     | "Shake It"                                             | —                  | —                  | —                  |                                                  | Bigbang Vol.1            |        |        |        |        |        |        |        |
| 2007     | "Lies"                                                 | —                  | —                  | —                  | - COR: Plus de 5 millions                        | Always                   |        |        |        |        |        |        |        |
| 2007     | "Always"                                               | —                  | —                  | —                  | - COR: Plus de 3.47 millions                     | Always                   |        |        |        |        |        |        |        |
| 2007     | "Last Farewell"                                        | —                  | —                  | —                  | - COR: Plus de 5 millions                        | Hot Issue                |        |        |        |        |        |        |        |
| 2008     | "Haru Haru"                                            | —                  | —                  | —                  | - COR: Plus de 5 millions                        | Stand Up                 |        |        |        |        |        |        |        |
| 2008     | "Sunset Glow"                                          | —                  | —                  | —                  | - COR: 5.47 millions                             | Remember                 |        |        |        |        |        |        |        |
| 2011     | "Tonight"                                              | 1                  | —                  | —                  | - COR: 2.31 millions - JPN: 100 000 (Or)         | Tonight                  |        |        |        |        |        |        |        |
| 2011     | "Love Song"                                            | 1                  | —                  | —                  | - COR: 2.02 millions                             | Big Bang Special Edition |        |        |        |        |        |        |        |
| 2012     | "Blue"                                                 | 1                  | —                  | —                  | - COR: 3.36 millions                             | Alive                    |        |        |        |        |        |        |        |
| 2012     | "Bad Boy"                                              | 2                  | —                  | —                  | - COR: 2.21 millions                             | Alive                    |        |        |        |        |        |        |        |
| 2012     | "Fantastic Baby"                                       | 3                  | —                  | —                  | - COR: 3.33 millions - JPN: 500,000 (2× Platine) | Alive                    |        |        |        |        |        |        |        |
| 2012     | "Monster"                                              | 1                  | —                  | —                  | - COR: 2.36 millions                             | Still Alive              |        |        |        |        |        |        |        |
| 2015     | "Loser"                                                | 1                  | —                  | 1                  | - COR: 1.31 million - US: 9 000 - JPN : 13 000   | M / MADE                 |        |        |        |        |        |        |        |
| 2015     | "Bae Bae"                                              | 2                  | —                  | 2                  | - COR: 1.20 millions - US: 8 000 - JPN : 10 043  | M / MADE                 |        |        |        |        |        |        |        |
| 2015     | "Bang Bang Bang" coréen : 뱅뱅뱅                       | 1                  | —                  | 1                  | - COR: 1.22 million - US: 11 000 - JPN : 27,717  | A / MADE                 |        |        |        |        |        |        |        |
| 2015     | "We Like 2 Party"                                      | 2                  | —                  | 2                  | - COR: 812 519 - US: 7 000 - JPN : 17 410        | A / MADE                 |        |        |        |        |        |        |        |
| 2015     | "If You"                                               | 1                  | —                  | 2                  | - COR: 865 587 - JPN : 10 825                    | D / MADE                 |        |        |        |        |        |        |        |
| 2015     | "Sober" coréen : 맨정신                                | 2                  | —                  | 3                  | - COR: 807 182 - JPN : 12 481                    | D / MADE                 |        |        |        |        |        |        |        |
| 2015     | "Zutter" coréen : 쩔어 (chanson de GD & T.O.P.)        | 2                  | —                  | 2                  | - COR: 623 038 - US: 6 000                       | E / MADE                 |        |        |        |        |        |        |        |
| 2015     | "Let's Not Fall In Love" coréen : 우리 사랑하지 말아요 | 1                  | —                  | 1                  | - COR: 763 900 - US: 7 000                       | E / MADE                 |        |        |        |        |        |        |        |
| Japonais |                                                        |                    |                    |                    |                                                  |                          |        |        |        |        |        |        |        |
| 2008     | "How Gee"                                              | 35                 | —                  | —                  |                                                  | For the World            |        |        |        |        |        |        |        |
| 2008     | "With U"                                               | 139                | —                  | —                  |                                                  | With U                   |        |        |        |        |        |        |        |
| 2008     | "Number 1"                                             | 90                 | —                  | —                  |                                                  | Number 1                 |        |        |        |        |        |        |        |
| 2009     | "My Heaven"                                            | 81                 | 3                  | —                  | - JPN: 40 600                                    | BIG BANG                 |        |        |        |        |        |        |        |
| 2009     | "Gara Gara Go!"                                        | 21                 | 5                  | —                  | - JPN: 100 000 (Or)                              | BIG BANG                 |        |        |        |        |        |        |        |
| 2009     | "Koe o Kikasete"                                       | 96                 | 4                  | —                  | - JPN: 250 000 (Platine)                         | Big Bang 2               |        |        |        |        |        |        |        |
| 2010     | "Tell Me Goodbye"                                      | 1                  | 5                  | —                  | - JPN: 100 000 (Or)                              | Big Bang 2               |        |        |        |        |        |        |        |
| 2010     | "Beautiful Hangover"                                   | 1                  | 7                  | —                  | - JPN: 36 600                                    | Big Bang 2               |        |        |        |        |        |        |        |

### Singles promotionnels
| Année  | Titre                                                       | Meilleure position | Album promu                              |        |
| Année  | Titre                                                       | COR                | Album promu                              |        |
| Coréen | Coréen                                                      | Coréen             | Coréen                                   | Coréen |
| ------ | ----------------------------------------------------------- | ------------------ | ---------------------------------------- | ------ |
| 2008   | Stylish                                                     | 15                 | Gara Gara Go! (single)                   |        |
| 2009   | Lollipop (feat. 2NE1)                                       | 1                  | 2NE1                                     |        |
| 2009   | So Fresh So Cool                                            | —                  | -                                        |        |
| 2009   | Chingu (T.O.P. et Taeyang)                                  | 1                  | Friend, Our Legend: Original Sound Track |        |
| 2009   | Hallelujah (G-Dragon, T.O.P. et Taeyang)                    | 1                  | Iris: Original Sound Track               |        |
| 2010   | Lollipop Part 2                                             | 1                  | -                                        |        |
| 2010   | The Shouts of Red Part 2 (avec Trans Fixion feat. Kim Yuna) | —                  | -                                        |        |
| 2011   | The NORTH FACE® Song                                        | —                  | -                                        |        |

## Autres chansons classées
| Année | Titre                         | Meilleure position | Ventes      | Album promu                   |
| Année | Titre                         | COR                | Ventes      | Album promu                   |
| ----- | ----------------------------- | ------------------ | ----------- | ----------------------------- |
| 2008  | Heaven                        | 2                  |             | Stand Up                      |
| 2008  | Oh My Friend                  | 9                  |             | Stand Up                      |
| 2008  | A Good Man                    | 12                 |             | Stand Up                      |
| 2008  | Lady                          | 16                 |             | Stand Up                      |
| 2011  | Cafe                          | 2                  | : 795 693,  | Tonight                       |
| 2011  | What Is Right                 | 3                  | : 695 567   | Tonight                       |
| 2011  | Somebody To Love              | 5                  | : 564 268   | Tonight                       |
| 2011  | Hands Up                      | 7                  | : 454 412   | Tonight                       |
| 2011  | Intro (Thank You & You)       | 20                 | : 156 172   | Tonight                       |
| 2011  | Stupid Liar                   | 2                  | : 1 090 008 | Big Bang Special Edition      |
| 2011  | Baby Don't Cry (Daesung solo) | 3                  | : 328 325   | Big Bang Special Edition      |
| 2012  | Intro (Alive)                 | 18                 | : 433 639   | Alive                         |
| 2012  | Love Dust                     | 3                  | : 1 785 630 | Alive                         |
| 2012  | Ain't No Fun                  | 6                  | : 1 371 815 | Alive                         |
| 2012  | Wings (Daesung solo)          | 8                  | : 899 756   | Alive                         |
| 2012  | Still Alive                   | 3                  | : 1 214 965 | Still Alive – Special Edition |
| 2012  | Ego                           | 4                  | : 800 117   | Still Alive – Special Edition |
| 2012  | Feeling                       | 5                  | : 615 915   | Still Alive – Special Edition |
| 2012  | Bingeul Bingeul               | 6                  | : 615 915   | Still Alive – Special Edition |

## DVDs

### DVDs en coréen
| Année | Information | Meilleure position | Ventes |
| ----- | --- | ------------------ | ------ |
| 2013  | 2012 BIGBANG Live Concert DVD - ALIVE TOUR IN SEOUL - Sortie: 29 janvier 2013 (Taiwan simultaneous release) - Langue: Coréen - Labels: YG Entertainment | 1                  |        |
| 2013  | BIGBANG Best M/V Making Film Collection 2006 - 2012 -Korea Edition- - Sortie: 28 juin 2013 - Langue: Coréen - Labels: YG Entertainment                  | 1                  |        |
| 2013  | 2013 BIGBANG ALIVE GALAXY TOUR DVD - THE FINAL IN SEOUL - Sortie: 24 juillet 2013 - Langue: Coréen - Labels: YG Entertainment                           | 1                  |        |
| 2013  | 2012~2013 BIGBANG ALIVE GALAXY WORLD TOUR DVD - Sortie: 24 juillet 2013 - Langue: Coréen - Labels: YG Entertainment                                     | 1                  |        |
| 2014  | 2014 BIGBANG+α CONCERT IN SEOUL DVD - Sortie: 2 juillet 2014 (Japan and Taiwan simultaneous release) - Langue: Coréen - Labels: YG Entertainment        | 1                  |        |

### DVDs en japonais
| Année | Information | Meilleure position | Ventes                 |
| ----- | --- | ------------------ | ---------------------- |
| 2010  | BIGBANG The Clips Vol. 1 - Sortie: 23 décembre 2009 - Langues: Coréen, japonais - Labels: YG Entertainment, Universal Music Japan                                                     | -                  |                        |
| 2010  | Stand Up Tour - Sortie: 17 mars 2010 - Langue: Coréen - Label: YG Entertainment, Universal Music Japan                                                                                | -                  |                        |
| 2011  | 2008 BIGBANG Live Concert "Global Warning Tour" - Sortie: 31 mars 2010 - Langue: Coréen - Labels: YG Entertainment, Universal Music Japan                                             | -                  |                        |
| 2011  | Electric Love Tour 2010 - Sortie: 28 avril 2010 - Langues: Coréen, japonais - Labels: YG Entertainment, Universal Music Japan                                                         | 6                  | - : 41 000             |
| 2011  | LOVE & HOPE TOUR 2011 - Sortie: 14 décembre 2011 - Langue: japonais - Labels: YG Entertainment, Universal Music Japan                                                                 | 3                  | - : 55 000             |
| 2013  | 2012 BIGBANG Alive Tour in Seoul - Sortie: 6 février 2013 - Langue: japonais - Labels: YG Entertainment, YGEX                                                                         | 2                  | - : 19 000             |
| 2013  | BIGBANG Best Music Video Collection 2006 - 2012 -Korea Edition- - Sortie: 13 février 2013 - Langues: Coréen, japonais - Labels: YG Entertainment, YGEX                                | 3                  | - : 18 000             |
| 2013  | BIGBANG Alive Tour 2012 in JAPAN: SPECIAL FINAL IN DOME -TOKYO DOME- - Sortie: 20 mars 2013 - Langues: Coréen, japonais - Editions: Standard, Deluxe - Labels: YG Entertainment, YGEX | 1                  | - : 74 146 · RIAJ: Or  |
| 2013  | 2012~2013 BIGBANG Alive GALAXY Tour DVD [THE FINAL IN SEOUL & WORLD TOUR] - Sortie: 17 juillet 2013 - Langues: Coréen, japonais - Labels: YG Entertainment, YGEX                      | 1                  | - : 13 084             |
| 2014  | BIGBANG JAPAN DOME TOUR 2013~2014 - Sortie: 19 mars 2014 - Langues: Coréen, japonais - Editions: Standard, Deluxe - Labels: YG Entertainment, YGEX                                    | 1                  | - : 100 000 · RIAJ: Or |
| 2014  | 2014 BIGBANG+α CONCERT IN SEOUL - Sortie: 2 juillet 2014 - Langues: Coréen, japonais - Labels: YG Entertainment, YGEX                                                                 | 1                  | - 72 000               |
| 2015  | BIGBANG JAPAN DOME TOUR 2014-2015 'X' - Sortie: 25 mars 2015 - Langues: Coréen, japonais - Labels: YG Entertainment, YGEX                                                             | 1                  | - : 73 000             |

## Disques Blu-ray

### Disques Blu-rays en japonais
| Année | Information | Meilleure position | Ventes     |
| ----- | --- | ------------------ | ---------- |
| 2013  | BIGBANG Alive Tour 2012 in JAPAN: SPECIAL FINAL IN DOME -TOKYO DOME- - Sortie: 27 mars 2013 - Langues: Coréen, japonais - Editions: Standard, Deluxe - Labels: YG Entertainment, YGEX | 1                  | - : 20 468 |
| 2014  | BIGBANG JAPAN DOME TOUR 2013~2014 - Sortie: 19 mars 2014 - Langues: Coréen, japonais - Editions: Standard, Deluxe - Labels: YG Entertainment, YGEX                                    | 1                  | - : 25 770 |

## Vidéographie
| Année | Clip musicaux       | Notes                       |
| ----- | ------------------- | --------------------------- |
| 2006  | We Belong Together  |                             |
| 2006  | A Fool's Only Tears |                             |
| 2006  | This Love           |                             |
| 2006  | LA-LA-LA            |                             |
| 2006  | Ma Girl             |                             |
| 2006  | Forever With U      |                             |
| 2006  | Good-bye Baby       |                             |
| 2006  | Dirty Cash          |                             |
| 2007  | Lies                |                             |
| 2007  | Always              |                             |
| 2007  | Last Farewell       |                             |
| 2008  | Haru Haru           |                             |
| 2008  | My Heaven           |                             |
| 2008  | Oh My Friend        |                             |
| 2008  | Number 1            |                             |
| 2008  | With U              |                             |
| 2008  | How Gee             |                             |
| 2008  | Sunset Glow         |                             |
| 2009  | Garagara Go!!       |                             |
| 2009  | Lollipop feat. 2NE1 | LG Electronics Cyon CM Song |
| 2009  | Koe o Kikasete      |                             |
| 2010  | Lollipop Pt.2       | LG Electronics Cyon CM Song |
| 2010  | Tell Me Good-bye    |                             |
| 2010  | Beautiful Hangover  |                             |
| 2011  | Tonight             |                             |
| 2011  | Love Song           |                             |
| 2011  | The North Face      | The North Face CM Song      |
| 2012  | Blue                |                             |
| 2012  | Fantastic Baby      |                             |
| 2012  | Bad Boy             |                             |
| 2012  | Monster             |                             |
| 2015  | Loser               |                             |
| 2015  | Bae Bae             |                             |